# 理光5A22

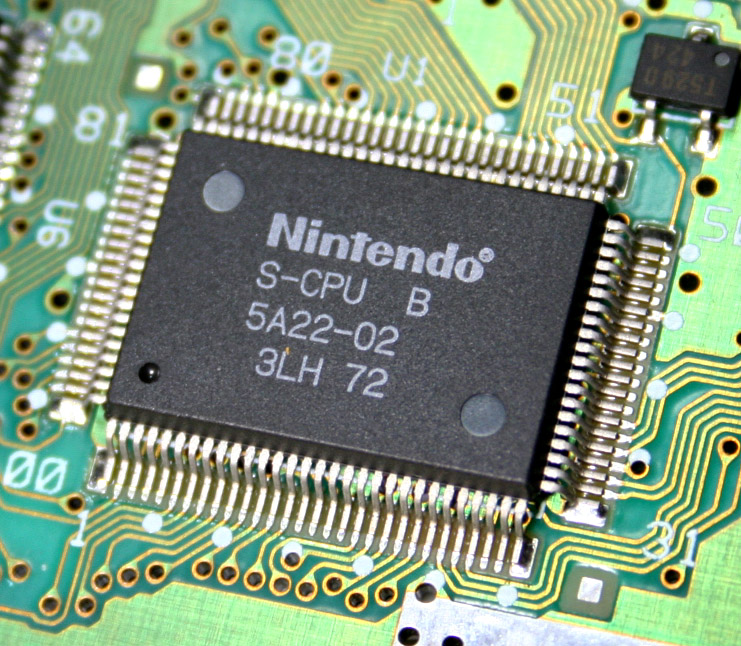
理光5A22

理光5A22（Ricoh 5A22）是理光生产的微处理器，用于超级任天堂游戏机。5A22为MOS Technology 6502家族处理器之一，定制自8/16位元处理器CMD/GTE 65c816。5A22采用8位元数据总线、16位元累加器、24位元地址总线。
该CPU系统总线速度可变，访问时间取决于所访问存储单元。在非访问周期，或访问总线B和大多数内部寄存器时，总线以3.58 MHz运行；访问总线A时，总线以2.68 MHz或3.58 MHz运行。而由控制器端口串行访问寄存器时，总线速度仅为1.79 MHz。 它的工作速度约为1.5 MIPS，理论峰值性能为每秒179万次16位操作。